# 井上衛
井上 衛（いのうえ まもる、1969年7月15日- ）は、日本の映画、テレビドラマプロデューサー。THE SEVEN所属。兵庫県宝塚市出身。

## 略歴
1969年（昭和44年）兵庫県宝塚市出まれ。1993年（平成5年）朝日新聞社の文化企画局、1995年（平成7年）劇団四季を経て、2000年（平成12年）WOWOWに入社。WOWOWドラマ制作部で、2003年（平成15年）から発足されたドラマシリーズドラマWの立ち上げプロジェクトに携わり、『MOZU』『ダブルフェイス』や、東野圭吾・湊かなえなど数々のベストセラー作家の小説の映像化をプロデュース。2021年（令和3年）BS松竹東急開局準備にあわせて執行役員 制作局担当 エグゼクティブプロデューサーを務める。2022年（令和4年）ワタナベエンターテインメント執行役員に転身。その後、2023年（令和5年）7月より、THE SEVEN所属。

## 単発、スペシャルドラマ
記載のないものは、プロデューサーとしての参加。
- 『コスメティック』（2003年6月28日、WOWOW） - 宣伝
- 『交渉人』（2003年8月17日、WOWOW） - 宣伝
- 『愛と資本主義』（2003年11月29日、WOWOW） - 宣伝
- 『娘の結婚』（2003年12月14日、WOWOW） - 広報
- 『理由』（2004年4月29日、WOWOW） - 宣伝
- 『自由戀愛 bluestockings』（2005年1月23日、WOWOW） - アシスタントプロデューサー
- 『祖国』（2005年8月14日、WOWOW） - アシスタントプロデューサー
- 『OUT LIMIT』（2005年10月10日、WOWOW） - アシスタントプロデューサー
- 『春、バーニーズで』（2006年、WOWOW）
※ 第43回ギャラクシー賞奨励賞受賞
- 『神様からひと言』（2006年、WOWOW）
- 『黒い春』（2007年、WOWOW）
- 『孤独の歌声』（2007年、WOWOW）
- 『シリウスの道』（2008年、WOWOW）
- 『6時間後に君は死ぬ』（2008年、WOWOW）
- 『兄帰る』（2009年、WOWOW）
- 『戦力外通告』（2009年、WOWOW）
- 『都市伝説セピア』（2009年、WOWOW）
- 『その時までサヨナラ』（2010年、WOWOW）
- 『同期』（2011年、WOWOW）
- 『ダブルフェイス　潜入捜査編　偽装警察編』（2012年、TBS,WOWOW）
※ 東京ドラマアウォード2013グランプリ獲得
※ 2013年日本民間放送連盟賞優秀賞受賞
※ 衛星放送協会オリジナル番組アワードオリジナル編成企画賞特別賞受賞
- 「MOZU」スピンオフドラマ『大杉探偵事務所』（2015年11月、TBS,WOWOW）
- 『あんのリリック -桜木杏、俳句はじめてみました-』（2021年、WOWOW） - スーパーバイザーとして
- 『夜のあぐら～姉と弟と私』（2022年、BS松竹東急）[1]
- 『私小説 -発達障がいのボクが純愛小説家になれた理由-』（2023年4月7日・8日、テレビ朝日）

## 連続、シリーズドラマ
記載のないものは、プロデューサーとしての参加。
- 『隠蔽指令』（2009年、WOWOW）
- 『TOKYO23 〜サバイバルシティ』（2010年、WOWOW）
- 『ブカツ道 』（2010年、WOWOW）
- 『東野圭吾 幻夜』（2010年、WOWOW）
- 『東野圭吾 分身』（2012年、WOWOW）
- 『罪と罰 A Falsified Romance』（2012年、WOWOW）
- 『天の方舟』（2012年、WOWOW）
※ 第41回 国際エミー賞テレビムービー/ミニシリーズ部門ノミネート
- 『ネオ・ウルトラQ』（2012年、円谷プロダクション,WOWOW）
- 『配達されたい私たち』（2013年、WOWOW）
- 『MOZU』（2014年、TBS,WOWOW）
※ ギャラクシー賞2014年7月度月間賞受賞
※ 2014年 東京ドラマアウォード作品賞・優秀賞（連続ドラマ部門）受賞
※ 第43回 国際エミー賞連続ドラマ部門ノミネート
- 『東野圭吾 変身』（2014年、WOWOW）
- 『平成猿蟹合戦図』（2014年、WOWOW）
- 『硝子の葦』（2015年、WOWOW）
- 『煙霞～Gold Rush～』（2015年、WOWOW）
- 『東野圭吾 カッコウの卵は誰のもの』（2016年、WOWOW）
- 『プラージュ』（2017年、WOWOW）
- 『東野圭吾 片想い』（2017年、WOWOW）
- 『イノセント・デイズ』（2018年、WOWOW） - 企画も担当。
- 『イアリー 見えない顔』（2018年、WOWOW）
- 『盗まれた顔 〜ミアタリ捜査班〜』（2019年、WOWOW） - チーフプロデューサーとして
- 『東野圭吾 ダイイング・アイ』（2019年、WOWOW）
- 『湊かなえ ポイズンドーター・ホーリーマザー』（2019年、WOWOW）
- 『パレートの誤算 ～ケースワーカー殺人事件』（2019年、WOWOW）
- 『文豪少年!〜ジャニーズJr.で名作を読み解いた〜』（2021年、WOWOW）[4]
- 『東野圭吾 さまよう刃』（2021年、WOWOW）

　　※衛星放送協会オリジナル番組アワードドラマ部門最優秀賞受賞
- 『お父さん、私、この人と結婚します！』（2022年、BS松竹東急）

## 映画
記載のないものは、プロデューサーとしての参加。
- 『パレード』(2010年) 
※ 第60回 ベルリン国際映画祭国際批評家連盟賞受賞
- 『武士道シックスティーン』 (2010年)
- 『劇場版 MOZU』(2015年）